# Helen Watanabe-O'Kelly
Helen Watanabe-O'Kelly es una historiadora brito-germana fundadora de WiGS (Mujeres en Estudios Germánicos).

## Biografía
Helen es miembro y tutora en literatura alemana en el Exeter College, Oxford, y es profesora de literatura germana en la Universidad de Oxford. Se ha especializado en Europa moderna temprana, y es una distinguida académica en este campo, y en el campo de literatura alemana en su conjunto. Trabaja en particular en la cultura de cortes europeas en el período moderno temprano y en la literatura alemana escrita por mujeres o en representación de las mujeres. De 2005 a 2008 codirigió el proyecto AHRC importante investigación en la Universidad de Oxford, titulado 'La Representación de la Mujer y la muerte en la Literatura Germana, Arte y Medios, 1500-presente ". Ella fundó "La Mujer en Estudios Alemanes" (WiGS) la red de germanistas femeninas de la que fue la primera presidenta.
Obtuvo su BA y su MA por la Universidad Nacional de Irlanda, y la University College Cork, y su doctorado por la Universidad de Basilea. Y, enseñó en la Universidad de Reading hasta 1989, con lo cual ella fue designada con una membresía alemana en el Exeter College Oxford, un puesto donde se retiró en 2013. A continuación, tomó un puesto en la Facultad de Lenguas Modernas como líder del proyecto sobre "Casarse con culturas: Reinas Consortes e identidades europeas 1500-1800 '. Esta es financiado por HERA (acrónimo en idioma inglés Humanities in the European Research Area [Humanidades en el Espacio Europeo de Investigación]). En 2007, fue profesora Visitante Distinguida Mellon University of Illinois. Es miembro de la British Academy. Fue propuesta por AcademiaNet de la DFG German Research Foundation.
Fue su padre el Prof. Michael J. O'Kelly, profesor de Arqueología en la University College Cork, quien descubrió la iluminación de invierno a mediados de Newgrange en 1967.

## Obra

### Algunas publicaciones
- 1992: Triumphall Shews: tournaments at German-speaking courts in their European context, 1560-1730, Gebr.Mann Verlag (inglés) ISBN 3-7861-1490-0

- 1997: editor The Cambridge History of German Literature, Cambridge University Press ISBN 0-521-43417-3

- 2000 con Anne Simon: Festivals and Ceremonies. A Bibliography of Works relating to Court, Civic and Religious Festivals in Europe 1500-1800, Continuum ISBN 978-0-7201-2182-7

- 2002: Court Culture in Early Modern Dresden, Palgrave Macmillan ISBN 0-333-98448-X

- 2004 editor con J.R. Mulryne y Margaret Shewring: Europa Triumphans. Court and Civic Festivals in Early Modern Europe, Ashgate ISBN 0-7546-3873-1. Disponible de Ashgate como e-book.

- 2009 editor con Sarah Colvin: Women and Death: Warlike Women in the German Literary and Cultural Imagination since 1500, Camden House. ISBN 978-1-57113-400-4

- 2010: Beauty or Beast? The Woman Warrior in the German Imagination from the Renaissance to the Present, Oxford University Press ISBN 978-0-19-955823-0